# Jacques de Saroug
Jacques de Saroug, né vers 450, mort sans doute le 29 novembre 521, est un évêque syrien et un écrivain religieux célèbre pour ses nombreuses homélies versifiées. Il est surnommé « la flûte du Saint-Esprit ».

## Biographie
Jacques de Saroug est né dans le village de Kurtam, sur l'Euphrate, probablement dans le district de Saroug (moderne Suruç).
Le père de Jacques était prêtre. Le caractère de son œuvre fait penser qu'il fut formé à l'école d'Édesse, ce qui est d'une façon générale très vraisemblable. Il apparaît en pleine lumière au moment de l'invasion lancée par Kavadh Ier, roi des Perses, en octobre 502, et de la prise d'Amida en janvier 503 (voir la Chronique de Josué le Stylite, rédigée quelques années plus tard, § 50 sqq.). En son § 54, Josué écrit : « L'honorable Jacques, le périodeute, qui a composé de nombreuses homélies sur des passages des Écritures, et écrit des poèmes et hymnes divers sur le temps des sauterelles, ne négligea pas non plus son devoir à cette époque, et écrivit des lettres d'admonestation à toutes les cités, les adjurant d'avoir confiance en la divine Providence, et les exhortant à ne pas fuir. » L'invasion de sauterelles dont il est question, racontée par Josué en son § 38, intervint en mars 500. Un périodeute  περιοδευτής, à l'époque, est un collaborateur de l'évêque « qui fait la tournée des villages pour visiter les prêtres des villages ». La circonscription où il exerçait ses fonctions était Haura (ܚܘܪܐ, Ḥaurâ), dans sa région natale de Saroug.
En 519, il est ordonné évêque de Batnan (syriaque : ܒܛܢܢ, grec ancien : Βατναι, latin : Batnae), ville principale du district de Saroug (syriaque : ܣܪܘܓ, arabe : سروج), et diocèse dépendant de la province ecclésiastique d'Édesse. Il démissionne un an plus tard pour une raison inconnue. Sa lettre de 519 à Paul, métropolite d'Édesse, et d'autre part ses lettres aux moines du couvent de Mar Bassus, montrent à l'évidence qu'il fut toujours de sensibilité monophysite, et qu'il n'approuvait pas le symbole de Chalcédoine. Cependant il paraît avoir pris fort peu de part à la controverse, et est honoré comme un saint, non seulement par l'Église syriaque orthodoxe, mais aussi par l'Église maronite (et donc par l'Église catholique). Même les nestoriens l'honorent. Il est considéré par les Syriens comme docteur (mallpana), et surnommé « la flûte du Saint Esprit ».
Jacques de Saroug (syr. : ܝܥܩܘܒ ܣܪܘܓܝܐ, Yaʿqûb Srûḡāyâ) est commémoré par les jacobites et par les maronites respectivement le 29 novembre et le 5 avril, par les Arméniens le 25 septembre. Ses reliques sont vénérées dans une église placée sous son invocation (église Saint-Jacques-de Saroug) à Diyarbakır.
On dispose de trois Vies syriaques de Jacques de Saroug : une de Jacques d'Édesse, une autre d'un certain Georges qui doit être l'évêque Georges de Saroug contemporain de Jacques d'Édesse, et une troisième anonyme. L'œuvre elle-même contient des informations sur les vingt dernières années de sa vie, mais presque rien sur ses origines et antécédents.

## Œuvre
La partie principale de son œuvre était, selon Bar-Hebraeus, un ensemble de sept cent soixante-trois homélies versifiées, dont un peu plus de la moitié ont subsisté (environ quatre cents) ; deux cent trente-trois sont conservées dans les manuscrits de la bibliothèque apostolique vaticane, cent quarante dans les manuscrits de la British Library, une centaine dans ceux de la Bibliothèque nationale de France. Formellement, il s'agit de suites plus ou moins longues de stances de quatre vers de douze syllabes, une forme poétique qui fut qualifiée de « sarougienne ». En moyenne, chaque homélie fait plusieurs dizaines de stances, représentant plusieurs centaines de vers. Cette œuvre immense ne fut pas réalisée en solitaire : toujours selon Bar-Hebraeus, il employa jusqu'à soixante-dix secrétaires qui l'aidaient y compris à dépouiller les textes bibliques et les Vies de saints pour nourrir ses textes. Il composa le premier (sur le char d'Ézéchiel) à vingt-deux ans, et il laissa le dernier (sur le Golgotha) inachevé, soit une production s'étalant sur un demi-siècle. La Chronique de Josué montre que ces poèmes furent rapidement célèbres. Utilisés dans la liturgie, ils ont parfois été altérés postérieurement.
Cinq volumes d'Homiliae selectae ont été publiés par Paul Bedjan, contenant deux cents pièces, et un sixième volume ajouté par Sebastian Brock dans une nouvelle édition récente (ce qui représente plus de 100 000 vers d'après l'éditeur). Une partie importante de l'œuvre reste toujours inédite. Un assez grand nombre de ces homélies sont consacrées à la Vierge Marie ; il ne croit pas en l'Immaculée Conception. 160 homélies inédites ont été également éditées par R. Akhrass et I. Syryany.
Jacques de Saroug est également réputé être l'auteur de deux « anaphores » ou prières eucharistiques et d'un rituel de baptême, mais l'authenticité en est douteuse, en tout cas sous la forme qui a été conservée. Son œuvre en prose, bien moins importante, comprend onze homélies non versifiées correspondant à des fêtes du calendrier liturgique, et quarante-trois lettres. Et sa célèbre homélie contre les juifs 

### Textes
- Khalil Alwan, Sur Adam et sur le bien et le mal : Homélie métrique inédite, Lulu.com, 2021, 266 p. (ISBN 978-1-0089-7496-8) - Anthropologie de Jacques de Saroug. Tome I. Introduction générale, problème de l’authenticité, commentaire théologique et anthropologique, suivi du Tome II. Quatre homélies métriques sur la création.
- Homélies sur la fin du monde, Migne, coll. « Les Pères dans la foi, no 91 », 2005, 225 p. (ISBN 978-2-9085-8752-4) - Recension.
- Homiliae selectae Mar-Jacobi Sarugensis, éd. P. Bedjan et S. Brock, 6 vol., Gorgias Press, 2006.
- Memré d-luqbal Yihudayé (Homélies contre les Juifs), éd. Micheline Albert, syriaque et français, Turnhout, Brepols, 1976.
- Jacques de Saroug : Six homélies festivales en prose, éd. F. Rilliet, PO 43, fasc. 4, no 196, Turnhout, Brepols, 1986.
- Quatre homélies métriques sur la Création, éd. Khalîl Alwan, syriaque et français, Louvain, Peeters, 1989.
- Les légendes syriaques d’Aaron de Saroug, de Maxime et Domèce, d’Abraham, Maître de Barsoma, et de l’empereur Maurice, et le Miracle de saint Ptolémée. F. Nau, L. Leroy (éds.), Patrologia Orientalis 25, Brepols.
- Homélies contre les juifs. Édition critique, introduction, traduction et notes d'Albert Micheline. In: École pratique des hautes études, Section des sciences religieuses. Annuaire 1968-1969. Tome 76. 1967. pp. 247–248. Recension sur le site Persée
- (de) Drei Gedichte über den Apostel Thomas in Indien, éd. Werner Strothmann, syriaque et allemand, Wiesbaden, Harrassowitz, 1976.
- (en) A Metrical Homily on Holy Mar Ephrem, éd. Joseph P. Amar, Turnhout, Brepols, 1995.
- Iacobi Sarugensis Epistulae Quotquot Supersunt, éd. G. Olinder, CSCO 110 (Script. Syr. 57), Louvain, 1952.
- Acta sanctorum martyrum orientalium, éd. S.E. Assemani, vol. II, Florence, 1748, p. 230.
- Acta martyrum et sanctorum, éd. P. Bedjan, vol. I, p. 131, 160, vol. III, p. 665, vol. IV, p. 471, vol. V, p. 615, vol. VI, p. 650, Paris, 1890-1897 (réimpression Gorgias Press, 2009).
- (de) Zeitschrift der deutschen Morgenländischen Gesellschaft, vol. XII-XV, XXV, XXVIII-XXXI, 1858 sqq.
- (en) A. L. Frothingham, Stephen bar Sudaili: the Syrian mystic, and the Book of Hierotheos, Leyde, E.J. Brill, 1886 (éd. et trad. de la lettre de Jacques de Saroug à Étienne Bar Soudaïli, mystique syrien).
- (en) E. A. W. Budge, The History of Alexander the Great, being the Syriac version of the Pseudo-Callisthenes, Cambridge, The University Press, 1889 (la vie d'Alexandre du Pseudo-Callisthène).
- (de) P. Zingerle, Sechs Homilien des h. Jacob von Serug, Bonn, 1867 (trad. allemande de six homélies).

### Études
- Rubens Duval, La Littérature syriaque, 3e éd. (Paris, 1907), rééd. Éditions du Cerf, 1992.
- Paul Peeters, Jacques de Saroug appartient-il à la secte monophysite ?, dans « Analecta Bollandiana », t.LXVI, p. 134-198. Recension sur le site "Persée".
- (de) A. Vööbus, Handschriftliche Ueberlieferung der Memre-Dichtung des Ja'qob von Serug, 4 vol., CSCO 344-345 et 421-422 (Subs. 39-40 et 60-61), Louvain, 1973 et 1980.
- (en) W. Cureton, Ancient Syriac Documents relative to the Earliest Establishment of Christianity in Edessa and the Neighbouring Countries, from the year after our Lord's Ascension to the beginning of the fourth century, Williams-Norgate, Londres-Édimbourg, 1864, p. 86-107.
- (en) W. Wright, Catalogue of Syriac manuscripts in the British Museum, acquired since the year 1838, Londres, Longmans, 1877, p. 502-505.
- J. B. Abbeloos, De vita et scriptis S. Jacobi Batnarum Sarugi in Mesopotamia episcopi, Louvain, 1867.
- P. Martin, dans Revue des sciences ecclésiastiques, 4e sér., vol. III, 1876.
- J. S. Assemani, Bibliotheca orientalis, vol. I (De scriptoribus Syris orthodoxis), Rome, 1719, p. 283-340.
- (en) S. P. Brock, « The Published Verse Homilies of Isaac of Antioch, Jacob of Serugh, and Narsai: Index of Incipits », Journal of Semitic Studies 32/2, 1987, p. 279-313.
- Tanios Bou Mansour, La théologie de Jacques de Saroug, 2 vol., Kaslik, Liban, Université Saint-Esprit Press, 1993-2000.
- (en) Roberta C. Chesnut, Three Monophysite Christologies: Severus of Antioch, Philoxenus of Mabbug and Jacob of Sarug, Oxford University Press, 1976.
- Khalil Alwan, « Bibliographie générale raisonnée de Jacques de Saroug (+521) », dans Parole de l’Orient, XIII (1986), p. 313-384.
- Khalil Alwan, « L’Homme, le microcosme selonvJacques de Saroug (+521) », dans Parole de l’Orient, XIII (1986), p. 51-78.
- Khalil Alwan, « L’Homme, le mortel et l’immortel, avant le péché, selon de Jacques de Saroug (+521) », dans Orientalia Christiana Periodica (1988).
- Khalil Alwan, « Essai sur les critères d’authenticité, des homélies métriques de Jacques de Saroug (+521) », dans Parole de l’Orient, XIV.
- Khalil Alwan, « Les références syriaques de G. Barhebraeus dans son candélabre (en arabe) », dans Études de l’Université libanaise (1987).
- Khalil Alwan, « Le « Remzo » selon la pensée devJacques de Saroug », dans Parole de l’Orient, XV (1988-1989), p. 91-106.
- Khalil Alwan, « Une homélie de Bulus al-Busi attribuée à Jacques de Saroug », dans Parole de l’Orient, XVI (1990-1991), p. 207-226.
- (en) Philip Michael Forness, Preaching Christology in the Roman Near East: A Study of Jacob of Serugh (Prêcher la christologie dans le Proche-Orient romain : une étude de Jacob de Saroug). Oxford early Christian studies. Oxford: Oxford University Press, 2018, 322 p.  (ISBN 978-0-1988-2645-3)[9].